# Gyde Spandemager
Gyde Spandemager (død i november 1543) var en påstået dansk heks. Hun var en af de første kvinder henrettet for trolddom i Danmark og i Skandinavien.
I 1543 udrustede kong Christian III af Danmark en orlogsflåde på 40 skibe for at jage en hollandsk flåde væk fra kysten af Norge og tilbage til Holland. Ud for Helsingør havnede flåden i vindstille og hele projektet mislykkedes. Den manglende vind blev Gyde anklaget for, hun skulle have samlet en gruppe hekse i en dal uden for byen, hvor de forheksede skibene. Gyde blev anholdt og afhørt under tortur.